# Weldon (Saskatchewan)
Weldon ist ein Dorf im Zentrum der kanadischen Provinz Saskatchewan und umgeben von der ländlichen Gemeinde Rural Municipality of Kinistino No. 459. Die Gemeinde gehört zur Saskatchewan Census Division No. 15.
Das Gebiet ist Teil des Espenparkland-Bioms. Das Dorf liegt 2 km nördlich des Highway 3 auf halber Strecke zwischen den Städten Prince Albert und Melfort. Es liegt etwa 20 km südlich der Weldon Ferry, die es mit dem Highway 302 verbindet und wird oft als Zugang zu den 25 km nordöstlich liegenden Saskatchewan River Forks genutzt, wo sich der North Saskatchewan River mit dem South Saskatchewan River zum Saskatchewan River vereinen.

## Geschichte
Weldon wurde am 24. Januar 1914 gegründet (englisch „incorporated“).

### Massaker am 4. September 2022
Am Morgen des 4. September 2022, wurden mehrere Menschen in Weldon und dem nahegelegenen Reservat „James Smith Cree Nation“ Opfer von Messerangriffen. Dabei kam es zu 11 Toten und 17 Verletzten. Bei den zwei Tatverdächtigen handelte es sich um zwei Brüder, Myles und Damien Sanderson. Damien wurde am 5. September 2022 noch in der Nähe der Tatorte tot aufgefunden, Myles wurde am 7. September 2022 nahe der Gemeinde Rosthern festgenommen und verstarb kurz nach der Verhaftung an einer akuten Kokainüberdosis. Im Oktober 2022 gaben die Behörden bekannt, dass nur Myles die Taten verübt hatte, Damien wurde Opfer seines Bruders. Zwar deuten Indizien darauf hin, dass Damien an der anfänglichen Planung und Vorbereitung des Massakers beteiligt war.

## Demographie
Der Zensus im Jahr 2021 ergab für die Gemeinde eine Bevölkerung von 160 Einwohnern.
| Jahr | Bevölkerung | ±%      |
| ---- | ----------- | ------- |
| 1981 | 279         | -       |
| 1986 | 277         | −0,7 %  |
| 1991 | 243         | −12,3 % |
| 1996 | 225         | −7,4 %  |
| 2001 | 219         | −2,7 %  |
| 2006 | 205         | −6,4 %  |
| 2011 | 196         | −4,4 %  |
| 2016 | 197         | +0,5 %  |
| 2021 | 160         | −18,8 % |

Viele Einwohner haben norwegische Wurzeln, welche auf Siedler zu Beginn des zwanzigsten Jahrhunderts zurückgehen. Aus dieser Tradition heraus, wird am 17. Mai der „Syttende Mai“, der Verfassungstag Norwegens, gefeiert.